# Смерть мозга
Смерть мо́зга — состояние, при котором происходит гибель головного мозга, при этом с помощью реанимационных мероприятий искусственно поддерживается функция сердца, кровообращение и дыхательная деятельность, создающие видимость жизни.
В настоящее время под «смертью мозга» понимают патологическое состояние, связанное с тотальным некрозом головного мозга, а также первых шейных сегментов спинного мозга, при сохранении сердечной деятельности и газообмена, обеспеченных с помощью непрерывной искусственной вентиляции лёгких.
Смерть мозга может быть обусловлена множеством причин, в том числе травмой мозга, интоксикацией, отёком головного мозга вследствие других причин.
Некроз первых шейных сегментов обусловлен прекращением кровообращения по системе вертебральных артерий.
Фактическим синонимом смерти мозга является понятие «запредельной комы», лечение которой бессмысленно. Больной, у которого констатирована смерть мозга, является фактически «живым трупом». В практике патологоанатомов иногда используется термин «респираторный мозг». Состояние необходимо отличать от хронического вегетативного состояния.

## Критерии смерти мозга

### Россия
Согласно приказу Министерства здравоохранения России, следующие признаки указывают на смерть мозга:
- полное и устойчивое отсутствие сознания (кома);

- атония всех мышц (наличие спинальных автоматизмов не является признаком отсутствия атонии мышц);
- отсутствие реакции на сильные болевые раздражения в области тригеминальных точек и любых других рефлексов, замыкающихся выше шейного отдела спинного мозга;
- неподвижность глазных яблок, отсутствие реакции максимально расширенных зрачков (для взрослых диаметр зрачков более 5 мм, для детей — более 4 мм) на прямой яркий свет;
- отсутствие корнеальных рефлексов[англ.];
- отсутствие окулоцефалических рефлексов[англ.];
- отсутствие окуловестибулярных рефлексов, подтвержденное путем проведения двусторонней калорической пробы;
- отсутствие фарингеальных и трахеальных рефлексов при движении эндотрахеальной трубки в трахее и верхних дыхательных путях, а также при продвижении санационного катетера при санации трахеи и верхних дыхательных путей;
- отсутствие самостоятельного дыхания, подтвержденное положительным тестом апноэтической оксигенации (регистрация отсутствия самостоятельного дыхания не допускается простым отключением от аппарата искусственной вентиляции легких (ИВЛ).

### Соединённые Штаты Америки
Согласно рекомендациям Комиссии при президенте США, следующие признаки указывают на смерть мозга:

#### Офтальмологическое исследование
- «фиксированные зрачки»: отсутствие зрачковой реакции на свет.
- Отсутствие корнеальных рефлексов.
- Отсутствие окулоцефалического рефлекса («кукольные глаза»).
- Отсутствие глотательного рефлекса.
- Отсутствие окуловестибулярного рефлекса (калорическая проба с ледяной водой). 60-100 мл ледяной воды промывается наружный слуховой проход одного уха (не проводится при повреждении барабанной перепонки) при голове, приподнятой на 30° над горизонтальной плоскостью койки. Смерть мозга исключается, если в ответ на промывание ледяной водой глазные яблоки поворачиваются в сторону промываемого уха. Процедура повторяется с другой стороны спустя не менее чем 5 минут после предыдущего обследования.
- Апноэ-тест: отсутствие спонтанных дыхательных движений при отключении больного от аппарата искусственной вентиляции лёгких (для определения функции продолговатого мозга). Повышение парциального давления СО2 в артериальной крови ведёт к повышению внутричерепного давления, что, в свою очередь, может вызвать герниацию мозга и вазомоторную нестабильность, поэтому этот тест должен проводиться в последнюю очередь, когда причины смерти мозга очевидны.
- PaCO2 должно быть выше 60 mmHg, а отсутствие дыхания подтверждает диагноз «смерть мозга». Тест не является доказательным у больных с хроническими обструктивными заболеваниями лёгких и хронической сердечной недостаточностью.

Гипоксемия при проведении теста должна быть исключена (из-за опасности развития сердечной аритмии и инфаркта миокарда). Для этого:
- перед процедурой в течение 15 минут проводится вентиляция лёгких 100 % кислородом.
- Перед тестом больной переводится на искусственную вентиляцию лёгких, поддерживающую PaCO2 > 40 mmHg (это укорачивает время проведения теста и позволяет с большей уверенностью избежать гипоксемии).
- В течение проведения теста должна проводиться пассивная ингаляция кислорода со скоростью 6 л/мин через катетер для отсасывания из трахеостомической трубки.
- Начинается с нормокапнии, среднее время для достижения уровня РаСО2 = 60 mmHg составляет 6 мин (что соответствует классической скорости нарастания гиперкапнии −3,7 +/-2,3), иногда необходимо выждать до 12 мин. Тест должен быть прерван, если:
  - больной дышит (не соответствует определению смерти).
  - развивается выраженная артериальная гипотония.
  - Насыщение кислородом падает ниже 80 %.
  - Развивается выраженная сердечная аритмия.

Если больной не дышит, артериальная кровь посылается на определение газов крови с обычными промежутками, несмотря на причины, приведшие к прекращению теста. Если РаСО2 > 60 mmHg и больной не дышит, тест считается положительным. Если состояние больного стабильное, определение газов крови занимает считанные минуты, а РаСО2 < 60mmHg, тест может быть продолжен.

#### Отсутствие моторной реакции на сильную, глубокую центральную боль
- Наличие декортикационных или децеребрационных поз, а также судороги исключают диагноз «смерть мозга».
- Наличие спинальных рефлексов (брюшные и кремастерные рефлексы могут наблюдаться при смерти мозга).

#### Отсутствие усложняющих диагнозов и симулирующих смерть мозга состояний
- Гипотермия: центральная температура тела должна быть больше 32 °C.
- Данные о потенциально обратимых эндогенных и экзогенных интоксикациях, включая медикаментозного и метаболического происхождения (барбитураты, бензодиазепины, мепробамат, метаквалон, трихлороэтилен, парализующие препараты, печёночная энцефалопатия, гиперосмоллярная кома). Если имеются сомнения, необходимо лабораторное исследование крови и мочи на содержание препаратов.
- Шок (систолическое артериальное давление должно быть больше 90 mmHg) и аноксия.
- Сразу после реанимации (фиксированные и расширенные зрачки могут быть результатом применения атропина).
- Больные после барбитуровой комы (содержание должно не превышать 10 мкг/мл).
- Подтверждение диагноза смерти мозга (ЭЭГ, церебральная ангиография, церебральная изотопная ангиография, слуховые вызванные потенциалы ствола мозга не производятся, но могут быть признаны целесообразными консультирующим терапевтом).
- При обширных поражениях головного мозга из-за необратимых патологических процессов (массивное кровоизлияние в мозг и тому подобное) некоторые эксперты могут устанавливать диагноз смерти мозга на основании однократного обследования и подтверждения клиническими подтверждающими тестами.
- При несомненных необратимых, клинически установленных состояниях и использовании клинических подтверждающих тестах через 6 часов.
- При несомненных необратимых, клинически установленных состояниях и при отсутствии клинических подтверждающих тестах через 12 часов.
- При неточном клиническом диагнозе и при отсутствии клинических подтверждающих тестах — 12-24 часа.
- При аноксическом повреждении мозга как причине смерти мозга — 24 часа, но период наблюдения может быть сокращён при определении прекращения мозгового кровотока.

## Клинические подтверждающие исследования

### Церебральная ангиография
Сейчас применяется редко из-за дороговизны, необходимости транспортировки в рентгенологическое отделение, вовлечения высококвалифицированных работников, траты времени и потенциальной опасности повреждения органов, предназначенных для пересадки. Визуализация отсутствия мозгового кровотока, несовместимого с жизнью мозга на ангиографии 4 мозговых сосудов является Золотым стандартом смерти мозга.

### Электроэнцефалография — ЭЭГ
Может быть проведена у постели больного. Требует участия квалифицированного специалиста — интерпретатора. Не определяет активность ствола мозга. Электромозговая тишина (electrocerebral silence — ECS) не исключает возможности обратимой комы. Необходимо продолжение наблюдения за больным не менее 6 часов после определения ECS. ЭЭГ может быть использована для уточнения диагноза смерти мозга у больных, у которых достоверно исключены: медикаментозная интоксикация, гипотермия или шок.
Определение электроцеребральной тишины на ЭЭГ основывается на отсутствии электрической активности > 2 микровольт при следующих условиях:
- Записывающие электроды со скальпа и нейтральные (referential) электроды должны находиться на расстоянии больше 10 см
- Запись проведена с 8 электродов на скальпе и одном на ухе
- Сопротивление между электродами менее 10 000 Ом (или импеданс менее 6 000 Ом), но более 100 Ом
- Чувствительность (Sensitivity) 2 мкВ/мм
- Константы времени для частей записи 0,3-0,4 сек (time constants for part of recording)
- Отсутствие реакции на стимулы (боль, шум, свет)
- Запись более 30 мин
- Повторное исследование в сомнительных случаях
- Квалифицированный техник и электроэнцефалографист с опытом работы в отделениях интенсивной терапии
- Передача ЭЭГ по телефону недопустима.

### Церебральная радиоизотопная ангиография — Cerebral Radionuclid Angiogram (CRAG)
Может быть произведена на койке с использованием обычной сцинтилляционной камеры с коллиматором низкой энергии. Может быть неэффективной при наличии минимального мозгового кровотока, особенно ствола мозга, поэтому рекомендовано продолжить наблюдение в течение 6 часов, если ясные данные о массивном повреждении мозга (травма, кровоизлияние) и другие осложнения отсутствуют. Обследование проводится опытным интерпретатором.
Может быть использован для диагностики смерти мозга при следующих состояниях:
- При наличии осложняющих диагностику состояний — гипотермия, интоксикация медикаментами (больные, выведенные из барбитуровой комы), метаболические нарушения.
- У больных с массивной лицевой травмой, когда офтальмологическое исследование затруднено или сомнительно.
- У больных с тяжёлым хроническим обструктивным заболеванием лёгких (COPD) или с хронической сердечной недостаточностью (CHF), когда апноэ-тест не может считаться достоверным.
- Для укорочения периода наблюдения, особенно когда стоит вопрос о пересадке органов.

Техника проведения:
- Сцинтилляционная камера помещается над головой и шеей в передне-задней проекции
- Вводится 20-30 mCi 99m Tc меченый альбумин или пертехнетат в объёме 0,5-1,5 мл в периферическую или центральную вену с последующим введением 30 мл физиологического раствора.
- Проводится серия динамических снимков с 2-секундным интервалом в течение 60 сек.
- Затем проводится статистический анализ изображений по 400 000 counts в передне-задней и затем в боковой проекции.
- Если обследование необходимо повторить по причинам сомнительности результатов или несоответствия диагнозу смерти мозга, это возможно через 12-часовой интервал, необходимый для удаления изотопа из циркулирующей крови.

Исследование подтверждает, смерть мозга демонстрирует отсутствие кровотока в сонных артериях на основании черепа, отсутствие заполнения бассейнов средней и передней мозговой артерий (при смерти мозга может наблюдаться задержанная и истинная визуализация синусов твёрдой мозговой оболочки). Отсутствие «эффекта канделлабра» указывает на отсутствие мозгового кровотока над основание мозга.

## Смерть мозга и трансплантология
Определение момента смерти мозга крайне важно для трансплантологии, так как только после неё возникает право на изъятие органов и (или) тканей для их трансплантации. При этом поздняя, через 30—40 минут, регистрация смерти способствует тому, что развитие аутолитических и гипоксических процессов делают органы и ткани умершего человека непригодными для пересадки, которая может спасти жизнь другого человека. С другой стороны, возможно и недобросовестное поведение реаниматологов по сговору с трансплантологами.
В России к этой проблеме привлекло внимание уголовное дело, возбужденное 11 апреля 2003 года правоохранительными органами против врачей Московского координационного центра органного донорства П. Пятничука и Б. Шагдуровой, врачей Московской городской клинической больницы № 20 И. Лирцман и Л. Правденко по факту попытки изъятия почек у А. Орехова, смерть которого не была констатирована должным образом. В результате суд признал, что в действиях врачей, которых обвинили в убийстве, не было состава преступления. Орехов трижды переживал клиническую смерть, и каждый раз врачи возвращали его к жизни. И только тогда, когда он умер, трансплантологи, выждав положенные полчаса, стали готовиться к изъятию органов для трансплантации. Дважды Судебная коллегия по уголовным делам Верховного суда РФ отменяла оправдательный приговор, направляя дело на новое судебное рассмотрение. В конце концов, в начале ноября 2005 года Московский городской суд во второй раз оправдал врачей. Затем Президиум ВС РФ 11 октября 2006 года отменил определение Судебной коллегии по уголовным делам ВС РФ от 29 марта 2006 года и передал уголовное дело на новое кассационное рассмотрение. В конце концов, кассационным определением ВС РФ от 21 декабря 2006 года оправдательный приговор Московского городского суда был оставлен без изменения.

## Смерть мозга и беременность
В мире известны случаи сохранения беременности у пациенток с диагностированной смертью головного мозга, когда в результате поддержания жизнедеятельности у них рождались здоровые дети даже спустя несколько месяцев. Основными осложнениями при соматической поддержке матери со смертью мозга могут являться инфекции, аритмия, несахарный диабет, пангипопитуитаризм, ДВС-синдром, гипотония, нейрогенный отёк лёгких и систолическая дисфункция миокарда.
Сохранение беременности у женщин со смертью мозга поднимает этические и юридические вопросы в обществе и медицинских кругах. В 2022 году в Норвегии предложили использовать тела женщин со смертью мозга в качестве суррогатных матерей. В 2025 году в американском штате Джорджия вызвал резонанс случай, когда врачи приняли решение продолжать поддержание жизнеобеспечения 31-летней пациентки на девятой неделе беременности после смерти мозга без согласия на это её родных, так как закон штата запрещает аборты после шести недель беременности и появления сердцебиения у ребёнка. Похожая ситуация произошла в 2014 году в штате Техас, где мужчина через суд добился отключения от поддерживающих жизнь аппаратов своей беременной жены с диагностированной смертью мозга.

## Смерть мозга и религия

### Смерть мозга в христианстве
Католическая церковь считает прекращение деятельности коры головного мозга критерием определения смерти человека.
В православной церкви отсутствует однозначное мнение о том, является ли смерть головного мозга при условии функционирования других систем организма основанием для констатации факта смерти человека. Смерть в православии на основе Священного Писания понимается как разлучение души от тела (Пс. 145:4; Лк. 12:20). Так, богослов В. В. Зеньковский пишет, что «разрушение тела отнимает от души основу её жизни (нет мозга, нервной системы, через которые душа получает материал для жизни)». Поэтому искусственное поддержание жизнедеятельности организма считается целесообразным только тогда, когда существует надежда на продолжение жизни и функционирования организма как целого. По этой причине при смерти мозга разрешается останавливать искусственную вентиляцию лёгких.

### Смерть мозга в исламе
Во многих исламских странах действует концепция смерти головного мозга как критерия определения факта смерти организма и после неё разрешено прекращать интенсивную терапию. Это решение основано на результатах работы Третьей международной конференции исламских юристов (1986 год) и Четвёртой сессии Совета исламской академии юриспруденции (1988 год), которые разрешили изъятие органов у человека после смерти мозга.

### Смерть мозга в иудаизме
В иудаизме по данному вопросу консенсус не достигнут. Существует много точек зрения, из которых главные следующие три:
1. Мнение, что все дело в деятельности сердца. По этой точке зрения, пересадка сердца может оказаться убийством и донора, и принимающего, так как из них вынимают бьющееся сердце. В настоящее время разрешается принимать донорские органы[19][20].
2. Мнение, что вся жизнь в мозге, поэтому пока не очевидно, что весь мозг разложился, остаётся возможность, что человек жив.
3. Смерть мозгового ствола признается за мозговую смерть, эквивалентную талмудическому казусу о немедленной смерти при декапитации[21]. Израильский раввинат поддержал эту точку зрения, и готовится законопроект, что мозговая смерть будет констатироваться комиссией из независимых от пересадки органов врачей, юристов и специально подготовленных представителей раввината для раввинского надзора[источник не указан 5087 дней].

## Лечение смерти мозга
Лечение смерти мозга на данном этапе развития медицины невозможно. В 2016 году американскими учёными начаты исследования по восстановлению деятельности мозга после его смерти, с применением современных биомедицинских технологий.

### Стимуляция головного мозга электрическими импульсами
Иногда возможно восстановление из состояния глубокой комы, анамнез которой во многом похож на смерть мозга. При помощи стимуляции головного мозга электрическими импульсами рассматривают вариант лечения подобных состояний.